# 約靈市鎮
約靈市鎮（丹麥語：Hjørring Kommune）是丹麥的一個市鎮，位於北日德蘭島東部、文叙瑟爾西部，北臨燦尼斯灣，西隔斯卡格拉克海峽與挪威相望，屬北日德蘭大區。面積929.58平方公里，2009年人口67,102人。首府約靈。
2007年1月1日由原約靈和其他三個市鎮合併而成。